# Tracie Thoms
Tracie Nicole Thoms, (født 19. august 1975 i Baltimore, Maryland) er en amerikansk skuespiller.

## Filmografi

### Film
- Rent – 2005
- The Devil Wears Prada – 2006
- Sex and Breakfast – 2007
- Looper – 2012
- Meeting Evil – 2012

### TV-serier
- Cold Case – 2005 - 2010
- Love – 2016
- Gone – 2017